# راج كومار باغري
راج كومار باغري،(بالإنجليزية: Raj Kumar Bagri)‏  الحائز على رتبة الإمبراطورية البريطانية، من مواليد 24 أغسطس 1930 - والمُتوفى في 26 أبريل 2017) هو رجل أعمال بريطاني هندي وعضو في حزب المحافظين ومجلس اللوردات من عام 1997 إلى عام 2010. حثل على لقب بارون باجري في عام 1997 من ريجنت بارك في مدينة وستمنستر.

## حياته المهنية
كرجل أعمال، كان راج رئيسًا لصندوق بورصة لندن للمعادن حتى عام 2002، وعضوًا في اللجنة الاستشارية لمؤسسة الأمير تشارلز ورئيس مجلس إدارة مؤسسة باجري. كما شغل منصب رئيس قسم قسم الدراسات الشرقية والإفريقية بجامعة لندن.
في عام 2012، باع هانوفر لودج «أغلى منزل في المملكة المتحدة»، إلى الملياردير الروسي أندريا جونشارينكو، مقابل 120 مليون جنيه إسترليني.

### حياته الشخصية

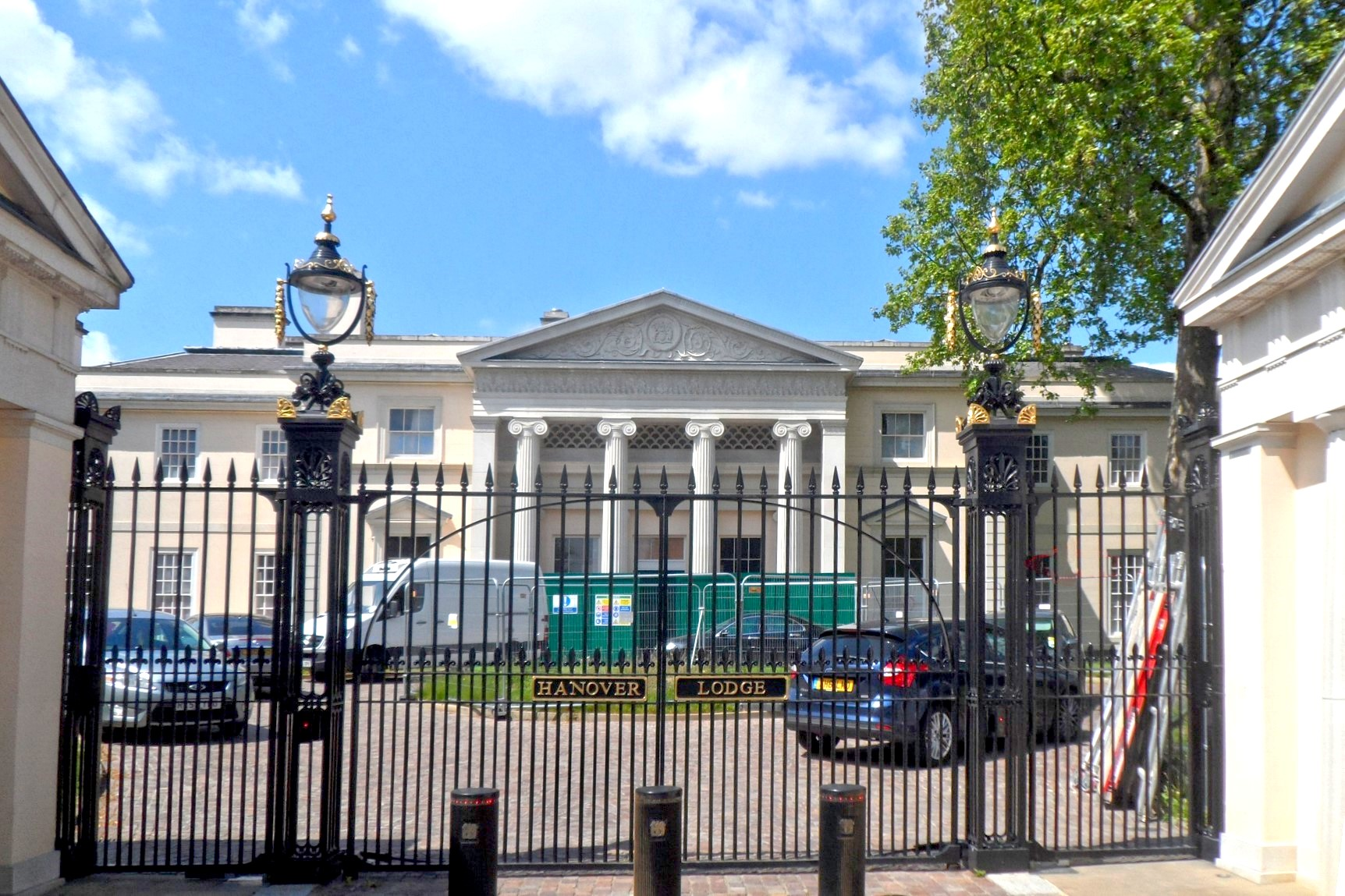
هانوفر لودج، ريجنت بارك، لندن

وُلد راج في ماهيشواري بانياس على طريق باجري الهند. وتزوج من أوشا ماهيشواري في عام 1954 وأنجبا ابنًا أبورف، الذي تولى إدارة ميتيست، وابنته أميتا بيرلا. تُوفي في لندن في 26 أبريل 2017.

### التكريمات ومرات الشرف
حصل راج على رتبة الإمبراطورية البريطانية في عام 1995 أثناء حفل تكريمات أعياد الميلاد للعام الجديد. أعلنت قائمة الشرف للعام الجديد لعام 1997 أنه باغري سيرتقي إلى مرتبة نبيل، وفي فبراير / شباط، نشرت جريدة «الحياة» قائلةً: بارون باجري، من ريجنت بارك بمدينة وستمنستر. وفي عام 2010، في أعقاب سن قانون الإصلاح الدستوري والحكم، تخلى راج عن مقعده في مجلس اللوردات من أجل الحفاظ على وضعه غير المقيم للأغراض الضريبية في المملكة المتحدة.